# Tore (volcà)
Tore és un volcà que es troba al nord de l'illa de Bougainville, a Papua Nova Guinea. El cim s'eleva fins als 2.175 msnm. Les violentes erupcions del Plistocè van produir dues corrents d'ignimbrita que s'estenen cap a l'oest fins a la costa i una caldera de 6 per 9 km. Un con de lava posterior, al sud de la caldera, és la font de les colades de lava. Les característiques ben conservades suggereixen una data recent per a aquest con i un con de cendres proper.